# روان‌شناسی توده
روان‌شناسی توده (به انگلیسی: Crowd psychology) شاخه‌ای از روان‌شناسی اجتماعی است. روان‌شناسان اجتماعی تئوری‌های مختلفی برای توضیح این امر ارائه کرده‌اند که در آنها روان‌شناسی توده با کنش و واکنش افراد وابسته به آن توده متفاوت است. نظریه‌پردازان اصلی روان‌شناسی توده عبارتند از گوستاو لوبون، گابریل تارد، زیگموند فروید و استیو ریشر. این حوزه مربوط می‌شود به فرایندهای فکری و رفتاری اعضا، و جامعه به معنای یک هویت واحد. رفتار جمعی بسیار متأثر است از کنار رفتن مسئولیت فردی و نفوذ جامعیت رفتار جمعی که این نفوذ با بزرگ شدن اندازه توده، افزایش می‌یابد.